# (21061) 1991 JD
1991 جاي دي (ويعرف أيضًا باسم (21061) 1991 جاي دي وفق تسمية الكوكب الصغير) (بالإنجليزية: 1991 JD)‏ هو كويكب ضمن حزام الكويكبات؛ وترتيبه 21061 من حيث الاكتشاف.
اكتُشف هذا الجُرم الفلكي بواسطة تاكيشي أوراتا ‏ في 3 مايو 1991.

## وصلات خارجية
- (21061) 1991 JD في قاعدة بيانات مختبر الدفع النفاث لأجرام النظام الشمسي الصغيرة

- الاكتشاف · مخطط المدار ·  العناصر المدارية · المعلمات المادية

- (21061) 1991 JD على موقع ويكي سكاي: DSS2, SDSS, GALEX, IRAS, Hydrogen α, X-Ray, Astrophoto, Sky Map, Articles and images